# Oswaldo de Oliveira (réalisateur)
Pour les articles homonymes, voir Oswaldo de Oliveira et Oliveira.
Oswaldo de Oliveira, aussi orthographié Osvaldo de Oliveira, né à São Paulo (Brésil) en 1931 et mort en 1990, est un cinéaste brésilien.

## Filmographie

### Cinéma
Cette liste est établie à partir des fiches techniques venant de Cinemateca Brasileira et IMDb.
| Année | Films                                   | Profession(s) | Profession(s) | Profession(s)                | Profession(s)                |
| Année | Films                                   | Réalisateur   | Scénariste    | Directeur de la photographie | Autre                        |
| ----- | --------------------------------------- | ------------- | ------------- | ---------------------------- | ---------------------------- |
| 1969  | O Cangaceiro sem Deus                   | ✔️            | ✔️            | ✔️                           | Opérateur caméra             |
| 1969  | O Cangaceiro Sanguinário                | ✔️            | ✔️            | ✔️                           | Producteur, opérateur caméra |
| 1970  | Sertão em Festa                         | ✔️            | ✔️            | ✔️                           |                              |
| 1970  | O Pornógrafo                            |               |               | ✔️                           | Opérateur caméra             |
| 1971  | No Rancho Fundo                         | ✔️            | ✔️            | ✔️                           | Opérateur caméra             |
| 1971  | Luar do Sertão                          | ✔️            | ✔️            | ✔️                           | Opérateur caméra             |
| 1972  | Rogo a Deus e Mando Bala                | ✔️            | ✔️            | ✔️                           | Producteur                   |
| 1973  | Os Garotos Virgens de Ipanema           | ✔️            | ✔️            | ✔️                           | Scénographie (Conseil)       |
| 1974  | Noiva da Noite - o Desejo de 7 Homens   |               | ✔️            | ✔️                           |                              |
| 1976  | As Meninas Querem... Os Coroas Podem    | ✔️            | ✔️            | ✔️                           | Opérateur caméra             |
| 1977  | Presídio de Mulheres Violentadas        |               | ✔️            |                              | Assistant-réalisateur        |
| 1977  | Pensionato das Vigaristas               | ✔️            | ✔️            | ✔️                           | Opérateur caméra             |
| 1977  | Internato de Meninas Virgens            | ✔️            | ✔️            | ✔️                           | Opérateur caméra             |
| 1978  | Fugitivas Insaciáveis                   | ✔️            | ✔️            | ✔️                           | Opérateur caméra             |
| 1979  | O Caçador de Esmeraldas                 | ✔️            | ✔️            |                              |                              |
| 1979  | Histórias Que Nossas Babás não Contavam | ✔️            |               | ✔️                           | Opérateur caméra             |
| 1980  | O Bordel - Noites Proibidas             | ✔️            | ✔️            | ✔️                           | Opérateur caméra             |
| 1980  | A Prisão                                | ✔️            | ✔️            | ✔️                           | Opérateur caméra             |
| 1980  | A Filha de Emmanuelle                   | ✔️            | ✔️            | ✔️                           | Opérateur caméra             |
| 1982  | Femmes en cage                          | ✔️            | ✔️            | ✔️                           | Opérateur caméra             |
| 1982  | Bacanais na Ilha das Ninfetas           | ✔️            |               | ✔️                           | Opérateur caméra             |
| 1983  | A Fêmea da Praia                        | ✔️            | ✔️            |                              |                              |
| 1984  | Uma Banana para Bergman                 | ✔️            |               |                              |                              |
| 1988  | Presença de Marisa                      |               |               | ✔️                           | Opérateur caméra             |